# 特雷西角
特雷西角（英語：Tracy Point）是南極洲的海岬，位於威爾克斯地，處於風車群島的比爾島西端，根據美國海軍拍攝空中照片繪入地圖，現時由南極條約體系管理。